# Sisu
Sisu – słowo i pojęcie fińskie niemające jednoznacznego przełożenia na język polski. Oznacza zespół cech osobowych tj. wytrzymałość, upór, siłę woli, hart ducha, ale również odwagę, dumę i determinację w dążeniu do określonego celu pomimo przeciwności losu lub barier fizycznych. Obecnie słowo ma raczej pozytywne znaczenie. Pojęcie często pojawia się w kulturze masowej, również anglojęzycznej. Uważa się, iż stanowi cechę narodową Finów. W literaturze charakter tej cechy opisany jest np. w książce Väinö Linna Tu, pod gwiazdą polarną (Täällä Pohjantähden alla). Popularne określenie fińskich cech: sisu, sauna, Sibelius.
Podobne znaczeniowo pojęcie istnieje również w językach ludów obszarów arktycznych, np. Inuitów i Czukczów. Słowo sisu stało się również inspiracją do powstania nazw fińskich firm lub marek, np.: producenta ciężarówek Sisu Auto, pojazdów pancernych Sisu Pasi firmy Patria, lodołamacz MS Sisu.